# Nemoura uncinata
Nemoura uncinata är en bäcksländeart som beskrevs av Raymond Justin Marie Despax 1934. Nemoura uncinata ingår i släktet Nemoura och familjen kryssbäcksländor. Inga underarter finns listade i Catalogue of Life.